# Спригбаро (Охајо)
Спригбаро (енгл. Springboro) град је у америчкој савезној држави Охајо.

## Демографија
По попису из 2010. године број становника је 17.409, што је 5.029 (40,6%) становника више него 2000. године.
| Група             | 2000.          | 2010.          |
| Белци             | 11.800 (95,3%) | 15.826 (90,9%) |
| Афроамериканци    | 123 (1,0%)     | 398 (2,3%)     |
| Азијати           | 198 (1,6%)     | 598 (3,4%)     |
| Хиспаноамериканци | 124 (1,0%)     | 308 (1,8%)     |
| Укупно            | 12.380         | 17.409         |